# Bowenfels
Bowenfels är en ort i Australien. Den ligger i kommunen Lithgow och delstaten New South Wales, i den sydöstra delen av landet, omkring 110 kilometer väster om delstatshuvudstaden Sydney. Antalet invånare är 1 971.
Närmaste större samhälle är Lithgow, nära Bowenfels. 
I omgivningarna runt Bowenfels växer huvudsakligen savannskog. Runt Bowenfels är det mycket glesbefolkat, med 6 invånare per kvadratkilometer. Genomsnittlig årsnederbörd är 1 149 millimeter. Den regnigaste månaden är februari, med i genomsnitt 214 mm nederbörd, och den torraste är juli, med 26 mm nederbörd.